# 西華富邦
西華富邦為位於臺灣臺北市中山區大直重劃區大彎北段的複合建築群，全區由3棟建築物組成。A、B棟為高165.2公尺的集合住宅，為全市境內最高的住宅，C棟為台北萬豪酒店與7層高的裙樓，內有商場與會議中心。

## 周遭地標
- 美麗華百樂園
- 捷運劍南路站
- 美福大飯店
- 家樂福大直店
- 典華旗艦大直館

## 外部連結
- 台北萬豪酒店  臺灣旅宿網 （页面存档备份，存于）